# Otto Christian Gaedechens

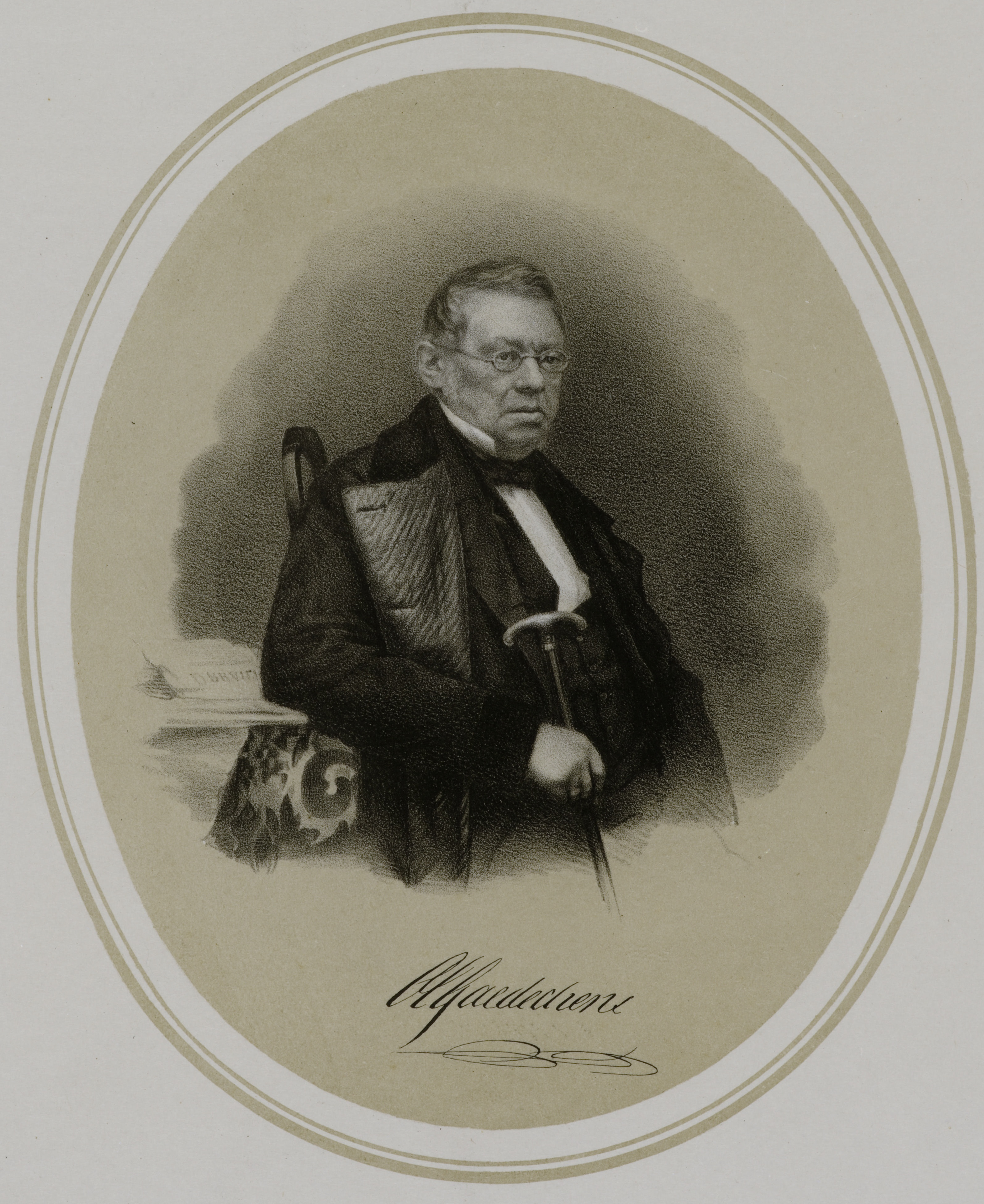

Otto Christian Gaedechens (* 22. Juli 1791 in Hamburg; † 20. Juni 1856 ebenda) war ein deutscher Kaufmann, Assekuranzmakler, Kunstliebhaber und Numismatiker. Im Auftrag des Vereins für Hamburgische Geschichte verfasste er das numismatische Standardwerk „Hamburgische Münzen und Medaillen“, das heute noch genutzt wird.

## Leben
Otto Christian Gaedechens war Sohn eines hamburgischen Zuckerfabrikanten. Er war Kaufmann in Hamburg und engagiertes Mitglied des neugegründeten Kunstvereins in Hamburg. Nachdem Gaedechens lange Mitinhaber der Handelsfirma Brentano, Bovara u. Urbieta gewesen war, wurde er 1835 Bevollmächtigter der Neuen 8. Assecuranz-Compagnie; einer seiner Söhne führte diese Firma nach seinem Tod fort. Ein anderer Sohn, Cipriano Francisco, nach dem der Gaedechensweg in Hamburg-Eppendorf benannt ist, war später ebenfalls Verfasser wichtiger Schriften zur Hamburgischen Geschichte.
1839 wurde der Verein für Hamburgische Geschichte gegründet, dessen „artistische Sektion“ es sich zur Aufgabe setzte, das veraltete numismatische Standardwerk zu Hamburger Münzen, das von 1741 bis 1753 erschienene „Langermannsche hamburgischen Münz- und Medaillen-Vergnügen“, fortzusetzen. Das Münzsammeln hatte bei wohlhabenden Hamburgern eine lange Tradition. Die vollständigste Sammlung von alten Münzen und Medaillen befand sich Anfang des 19. Jahrhunderts in der freistaatlichen Hamburger Bank. Während die Wertsachen in der Bank von napoleonischen Besatzungstruppen während der Franzosenzeit „beschlagnahmt“ wurden, blieb das Münzkabinett verschont.

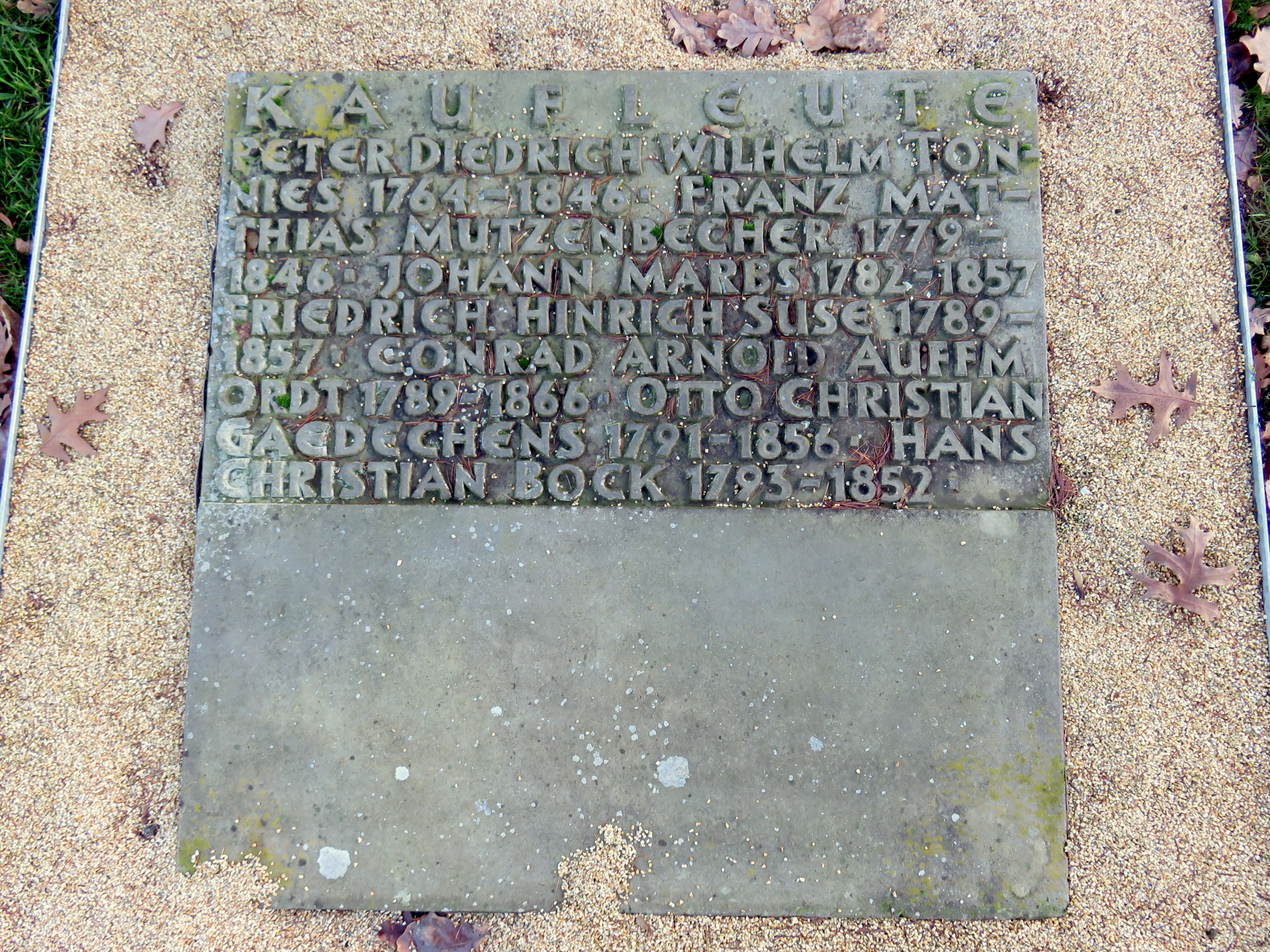
Otto Christian Gaedechens, Sammelgrab Kaufleute (II a),
Friedhof Ohlsdorf

Das neue numismatische Werk des Vereins sollte in Fortsetzungen mit einem Heft jährlich erscheinen. Das erste Heft erschien 1843 und befasste sich mit den Portugalesern, das zweite mit den Bürgermeisterpfennigen, das dritte mit den zur Ehrung von Hamburgern geschlagenen Gedenkmedaillen, das vierte mit den „Jubel-Medaillen“, das fünfte mit verschiedenen Medaillen, darunter Trau- und Taufpfennige sowie Freimaurer-Medaillen, sowie das sechste mit den Hamburgischen Münzen.
Der Große Brand von 1842 zerstörte zusammen mit dem Gebäude der Hamburger Bank die Registrierung und Beschreibung der Münzsammlung, die Gaedechens angefertigt hatte. Auch das Manuskript des Buches ging verloren. Nur die Kupferstichplatten konnten gerettet werden, ebenso wie das Münzkabinett selbst. Nachdem Gaedechens zusammen mit seinen „Gehülfen und Oberauditeur Dr. Buck“ die Registratur und das Manuskript erneut angefertigt hatte, erschien das Werk 1850 in drei Bänden.
An Otto Christian Gaedechens wird auf der Sammelgrabplatte Kaufleute (II a) des Althamburgischen Gedächtnisfriedhofs, Friedhof Ohlsdorf, erinnert.

## Werke
- Verein für Hamburgische Geschichte (Hrsg.): Hamburgische Münzen und Medaillen. Drei Bände. Johann August Meissner,[5] Hamburg 1850,[6] (Fortsetzung des Hamburgisches Münz- und Medaillen-Vergnügen: oder Abbildung und Beschreibung Hamburgischer Münzen und Medaillen; … von Johann Paul Langermann).

- 1. Abteilung: Die Münzen und Medaillen seit dem Jahre 1753. Hamburg 1850, (Digitalisat), erschienen ab 1843 in 7 Heften u. a.:

- Die neueren hamburgischen Münzen und Medaillen. 1. Stück: Die Portugaleser. Mit Kupferstichen von Franz Schröder. Perthes-Besser u. Mauke, Hamburg 1843.
- Die neueren hamburgischen Münzen und Medaillen. 2. Stück: Die Bürgermeister-Pfennige. Mit Kupferstichen von Franz Schröder. Perthes-Besser u. Mauke, Hamburg 1844.
- Die neueren hamburgischen Münzen und Medaillen. 3. Stück: Die geschichtlichen Denkmünzen. Mit Kupferstichen von Franz Schröder. Perthes-Besser u. Mauke, Hamburg 1846.

- 2. Abteilung: Die Ergänzung des in den Jahren 1741 bis 1753 erschienenen Langermannschen Hamburgischen Münz- und Medaillen-Vergnügens. Hamburg 1854, (Digitalisat).
- 3. Abteilung: Hamburgische Münzen und Medaillen. Ergänzungen und Fortsetzung. Hamburg 1876, (Wurde von seinem Sohn Cipriano Francisco Gaedechens veröffentlicht).

- Die Niederländische Armen-Casse. Hamburgs stille Wohlthäterin. Carstens, Hamburg 1826, (Dritte für die Vorsteher bestimmte Auflage. Th. G. Meißner, Hamburg 1880, online).